# Massacre de Yellow Creek

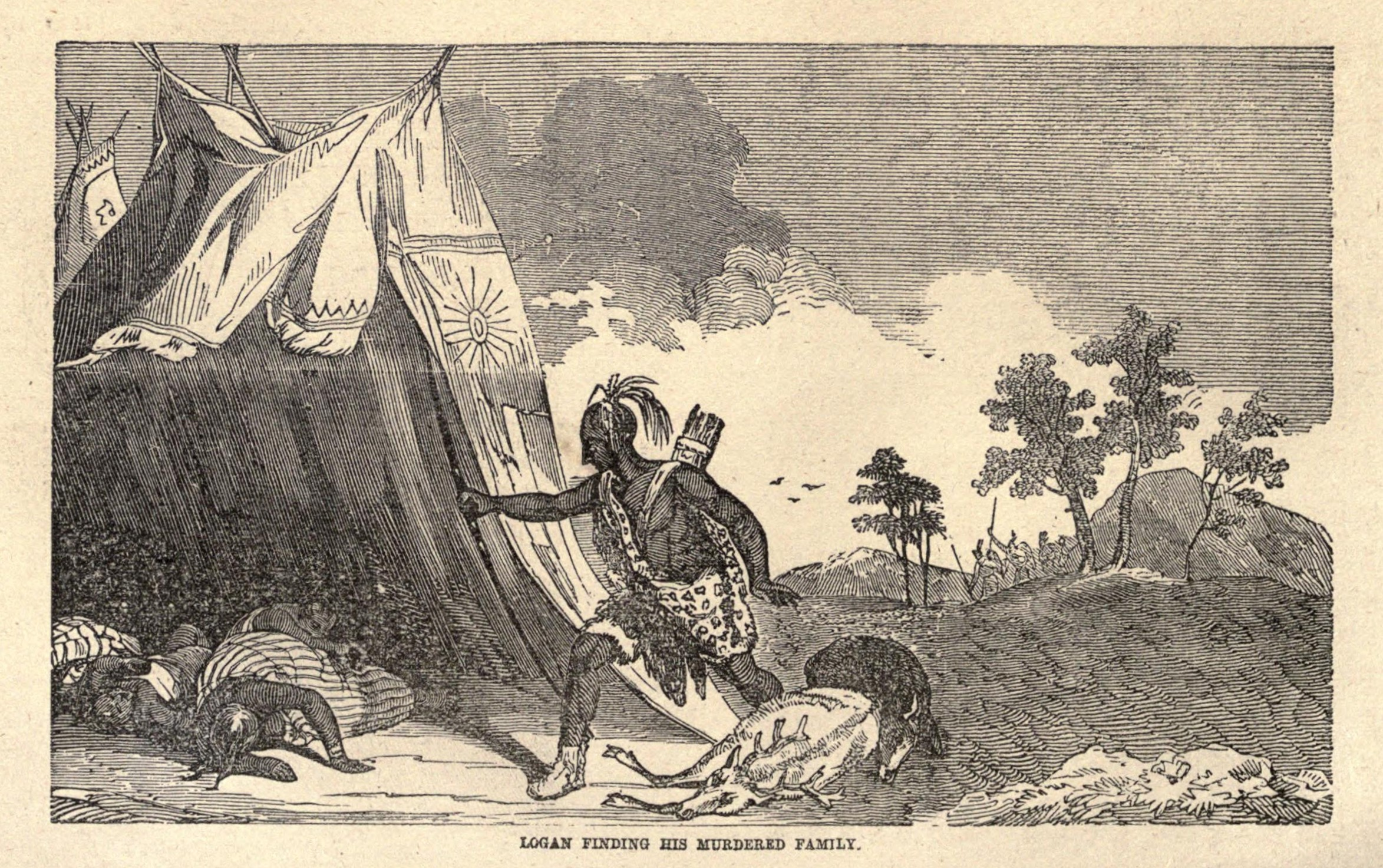
Illustration tirée de Frost, Pictorial History of Indian Wars (1873), p. 151

Le massacre de Yellow Creek est l'assassinat brutal de plusieurs Amérindiens Mingos par les Longs Couteaux de Virginie le 30 avril 1774. Ces atrocités ont eu lieu en face de l'embouchure de Yellow Creek sur le cours supérieur de la rivière Ohio dans la vallée de l'Ohio, près du site actuel de New Cumberland en Virginie-Occidentale. Il s'agit de l'incident le plus important qui contribua au déclenchement de la guerre de Dunmore (mai-octobre 1774). Il fut commis par un groupe dirigé par Jacob Greathouse et Daniel Greathouse. Les auteurs n'ont jamais été traduits en justice.
Cet incident était inacceptable parce que le chef Mingo Logan était un bon ami des colons anglophones de la région. Chef Logan partit à la chasse mais son épouse Mellana, son frère Taylaynee (appelé John Petty par de nombreux anglophones), fils de Taylaynee Molnah et leur sœur Koonay figuraient parmi les morts. Koonay était aussi l'épouse de John Gibson, un commerçant important entre les Anglais et les divers groupes amérindiens. Au moment du massacre, ces groupes étaient partis dans une expédition commerciale avec les Shawnees.
Le groupe de Greathouse a attiré le groupe Mingo sous Taylaynee dans leur camp avec une promesse de boissons alcoolisées et du sport. Puis ils jailli une embuscade sur les Mingos qui ont été tués par balles. Après les tueries, bon nombre des corps ont été mutilés. Dans un meurtre particulièrement brutal, Jacob Greathouse a ouvert le ventre de Koonay et a enlevé et scalpé son fils à naître. Le seul membre du premier groupe qui n'a pas été tué était la fille de deux ans de Koonay, qui a été finalement retournée à la garde de son père, John Gibson, après qu'elle a été pendant un certain temps confiée aux soins de William Crawford.
Daniel Greathouse mourut de la rougeole en 1775. Jacob Greathouse a été tué dans l'embuscade de la compagnie William Foreman (en) en septembre 1777. Jonathan Greathouse fut tué en 1791 en déplaçant sa famille vers l'ouest. Ils ont été enlevés par les Amérindiens sur la rivière Ohio.